# (35313) Hangtianyuan
(35313) Hangtianyuan est un astéroïde de la ceinture principale.

## Description
(35313) Hangtianyuan est un astéroïde de la ceinture principale. Il fut découvert le 2 janvier 1997 à la station de Xinglong par le programme Beijing Schmidt CCD Asteroid Program. Il présente une orbite caractérisée par un demi-grand axe de 2,86 UA, une excentricité de 0,08 et une inclinaison de 3,1° par rapport à l'écliptique.

## Compléments